# John Allen Paulos
Pour le joueur argentin de rugby à XV, voir Lucas Paulos.
John Allen Paulos (né le 4 juillet 1945) est un Américain, professeur de mathématiques à l'université Temple de Philadelphie, en Pennsylvanie. Il est principalement connu pour avoir insisté sur les dangers de l'innumérisme, qu'il a défini comme l'ensemble des erreurs et des incompréhensions concernant les nombres, la logique et les probabilités.

## Études
Paulos est né à Denver, et grandit à Chicago et à Milwaukee, où il fait ses études, recevant son PhD en mathématiques en 1974 à l'université du Wisconsin à Madison. Il se décrit comme ayant été toute sa vie un sceptique.

## Carrière
Les mathématiques ne sont pas plus du calcul que la littérature n'est de la dactylographie.
Ses travaux académiques portent principalement sur la logique mathématique et les probabilités.
Son livre de 1988, Innumeracy: Mathematical Illiteracy and its Consequences (Innumérisme : l'illétrisme en mathématiques et ses conséquences) est un bestseller et en 1995, A Mathematician Reads the Newspaper (Un mathématicien lit le journal) développe ses critiques. Dans ses livres, Paulos discute l'innumérisme au moyen d'anecdotes et de scénarios, encourageant les lecteurs à observer leur monde de manière plus quantitative.
Il écrit aussi sur d'autres sujets, souvent en « combinant des disciplines disparates », comme les bases mathématiques et philosophiques de l'humour dans  Mathematics and Humor et I Think, Therefore I Laugh, les marchés dans A Mathematician Plays the Stock Market, les aspects quantitatifs de la narration dans Once Upon a Number, les arguments pour et contre l'existence de Dieu dans Irreligion, et plus récemment les biographies dans A Numerate Life.
Paulos écrit également des chroniques à contenu mathématique pour The Guardian et est membre du  Committee for Skeptical Inquiry. Ses articles mensuels pour ABC News intitulés  Who's Counting s'intéressent aux aspects mathématiques des nouvelles publiées dans la presse. Il est souvent intervenu à la radio et à la télévision, en particulier dans une adaptation de la BBC de son A Mathematician Reads the Newspaper, ainsi qu'à 20/20, et aux émissions de Larry King et David Letterman. Il tweete fréquemment à @JohnAllenPaulos.
En 2001, Paulos donne un cours de « quantitative literacy » (alphabétisation quantitative) pour la Columbia University School of Journalism ; ce cours amène l'université de Columbia et d'autres à développer des programmes stimulant une pratique du journalisme plus précise et s'appuyant davantage sur des données chiffrées.

## Récompenses
- 1994 : Folio Award pour l'article Counting on Dyscalculia, paru dans Discover Magazine[7].
- 2002 : University Creativity Award de l'université Temple[8].
- 2003 : Prix de la vulgarisation de la science et de la technologie, donné par l'Association américaine pour l'avancement des sciences[9].
- 2013 : Prix de la communication mathématique, donné par le Joint Policy Board for Mathematics (en)[10].